# Руська Рада (Буковина)
«Руська Рада» — політичне товариство на Буковині (1870—1923), засноване у Чернівцях членами «Руської Бесіди» з метою ознайомлення населення з політичними справами та з підготовкою до сеймових і парламентарних виборів.
Перший голова — отець В. Продан. До 1885 «Руська Рада» була під впливом москвофілів, з 1885 — народовців на чолі з І. Тимінським, Є. Пігуляком, О. Поповичем, І. Окуневським. У період 1904 — 1914 років «Руську Раду» очолював С. Смаль-Стоцький. З оформленням українських політичних партій (1906) на Буковині, роль «Руської Ради» зменшилася (1913 — 842 членів). На початку 1923 року заборонена румунською владою.
«Руська Рада» видавала газети: «Руска Рада» і «Народний Голос».